# Usciere di Scozia
L'Usciere di Scozia (in latino Hostarius, in inglese Doorward e in normanno Usher) era un'antica carica politica del regno di Scozia. Il titolare era addetto alla guardia delle porte del palazzo reale, occupandosi in seguito dell'amministrazione del patrimonio del re di Scozia.

## Storia
Non è noto esattamente quando la carica venne creata, ma le sue prime istanze si hanno nel XII secolo. Il sovrano scozzese, a imitazione degli ostiari dei monasteri, volle qualcuno sempre a guardia delle porte del suo palazzo. Rapidamente la carica si evolse da questo semplice compito, e l'Usciere divenne l'amministratore dei beni del sovrano.
Il primo a detenere la carica con certezza fu Malcolm de Molle agli inizi del XII secolo. Durante il regno di Guglielmo I di Scozia il titolo fu acquisito da Malcolm de Lundie (circa metà del XII secolo), succeduto prima dal figlio Thomas e poi dal nipote Alan. La carica, ereditaria, era talmente importante che gli Uscieri acquisirono come proprio cognome lo stesso incarico (alternativamente Durward e Hostarius). La famiglia Durward raggiunse il proprio apice durante il XIII secolo, tanto che più membri della stessa poterono esibire contemporaneamente il titolo di Uscieri, e il capofamiglia Alan Durward fu più volte reggente per re Alessandro III di Scozia.
Il titolo passava per legge salica, e alla morte di Alan Durward senza eredi maschi negli anni 1270 la carica si estinse, non venendo mai più ristabilita né concessa ad altri, probabilmente per permettere al re di Scozia di emanciparsi da uno scomodo funzionario ed evitare l'ascesa di nuovi magnati come Alan Durward.

## Lista degli Uscieri di Scozia
- Malcolm de Molle (inizio XII secolo)
- Joscelin (metà XII secolo)
- Malcolm de Lundie (seconda metà del XII secolo)
- Thomas de Lundie (fine del XII secolo - inizio del XIII secolo)
- Colin Durward (inizio XIII secolo)
- Alan Durward (metà del XIII secolo)